# وست-ترسخلینگ
وست-ترسخلینگ (به هلندی: West-Terschelling) یک منطقهٔ مسکونی در هلند است که در ترسخلینگ واقع شده‌است. ترشلینگ ۲٬۶۰۲ نفر جمعیت دارد.